# Say Anything (X Japan)
Say Anything è un singolo della rock band giapponese X Japan. È l'ultimo singolo pubblicato sotto la Sony Records ed è anche l'ultimo singolo con il bassista Taiji Sawada.

## Tracce
1. Say Anything - 8:42 (Yoshiki - Yoshiki)
2. Silent Jealousy (Live Version) - 7:49 (Yoshiki - Yoshiki)

## Formazione
- Toshi - voce
- Taiji - basso
- Pata - chitarra
- Hide - chitarra
- Yoshiki - batteria & pianoforte